# Geometrijski lik
Geometrijski lik (tudi samo lik) je strnjena (kompaktna) ravninska množica točk, ki je omejena s sklenjeno krivuljo ali lomljeno črto.
Značilnosti geometrijskih likov preučuje planimetrija ali ravninska geometrija. Med najpomembnejše značilnosti geometrijskih likov sodita obseg in ploščina. Z računanjem dolžin stranic in velikosti kotov se ukvarja trigonometrija.

## Vrste likov

### Mnogokotniki
Najpomembnejši geometrijski liki so mnogokotniki (imenovani tudi večkotniki ali poligoni). To so liki omejeni z lomljeno črto. Posamezne daljice, ki sestavljajo to lomljeno črto, imenujemo stranice lika. Točko, kjer se stikata dve stranici, imenujemo oglišče lika.
Osnovni mnogokotniki so:
- trikotniki
- paralelogrami, med njimi tudi kvadrat, pravokotnik in romb
- trapezi
- deltoidi

### Drugi liki
Druga vrsta likov je omejena z neravnimi robnimi črtami. Najpomembnejša med njimi sta:
- krog
- elipsa